# Caius, Dasius a Zotik
Svatí Caius, Radius a Zotik byli mučedníci v Nikomédii.
Patřili do skupiny 15 vojáků, kteří byli svrženi z paluby lodě do Černého moře kvůli své víře. Vše se stalo kolem roku 303 za pronásledování křesťanů císařem Diocletianem.
Jejich svátek se slaví 21. října.